# PTU (film)
PTU è un film del 2003 diretto da Johnnie To.

## Trama
Il sergente Lo Sa della Organised Crime and Triad Bureau (Lam Suet) viene aggredito e picchiato selvaggiamente da una gang giovanile. Rinvenuto, si accorge di aver perso la sua pistola, e apprende che nel frattempo il capo della gang è stato ucciso. Sul posto giunge la squadra speciale PTU (Police Tactical Unit), che decide di aiutare Lo a ritrovare l'arma perduta; ma l'ispettrice di polizia Cheng sospetta che Lo sia coinvolto nella morte del giovane.